# 敢爱敢做
〈敢爱敢做〉是香港歌手林子祥演唱的粤语流行曲，翻唱自男女組合Starship於1987年推出的英文歌曲〈Nothing's Gonna Stop Us Now〉，填詞潘伟源，编曲袁卓凡。此曲收錄於專輯《花街70號》中，亦是香港電影《神奇兩女俠》的主題曲。

## 評價
歌詞表達了不在意旁人目光、執著的愛情觀；亦被指跟電影女性自強的勵志主題高度切合，但電影版跟專輯版的詞有少許差異。詞評人朱耀偉將它跟同為潘偉源所填的〈煙雨凄迷〉對比，認為兩者雖一樣採用「音樂錄影帶式」的手法，但〈敢愛敢做〉富「城市氣息」，「不同鏡頭的並列交疊」，畫面更豐富。樂評人游威則形容林子祥在此曲「罕見高音挑戰K歌的最高難度」。

## 榮譽
〈敢愛敢做〉曾獲選為1987年勁歌金曲第三季季選歌曲，以及登上香港電台1987年5月中文歌曲流行榜冠軍位置。

## 翻唱
- 刘欢
- 屠洪刚
- 孙楠和郑云龙在我们的歌第二季翻唱。
- 周深在广州草莓音乐节翻唱[8]

## 軼聞
1988年玉泉汽水電視廣告的粵語廣告歌也是寄調於〈Nothing's Gonna Stop Us Now〉，由黃家駒主唱。